# 初雪 (吹雪型駆逐艦)
|          |                                                                            |
| 艦歴     |                                                                            |
| 発注     | 大正12年度艦艇補充計画                                                     |
| 起工     | 1927年4月12日                                                              |
| 進水     | 1928年9月29日                                                              |
| 就役     | 1929年3月30日                                                              |
| その後   | 1943年7月17日戦没                                                          |
| 除籍     | 1943年10月15日                                                             |
| 性能諸元 |                                                                            |
| 排水量   | 基準：1,680t 公試：1,980t                                                  |
| 全長     | 118.5m                                                                     |
| 全幅     | 10.36m                                                                     |
| 吃水     | 3.19m                                                                      |
| 機関     | 艦本式タービン2基2軸 艦本式ロ号専焼缶4基 50,000馬力                        |
| 最大速   | 38.0ノット                                                                 |
| 航続距離 | 5,000浬/14ノット                                                           |
| 兵員     | 219人                                                                      |
| 兵装     | 12.7cm50口径連装砲3基6門 7.7mm機関砲（機銃）2基2門 61cm魚雷発射管3基9門 他 |

初雪（はつゆき）は大日本帝国海軍の駆逐艦。
特型（一等駆逐艦吹雪型）の3番艦。
雪級の3番艦。
「吹雪、白雪」沈没後は『初雪型駆逐艦』の1番艦（ネームシップ）である。当初の艦名は、第37号駆逐艦。この名を持つ帝国海軍の艦船としては神風型駆逐艦 (初代)「初雪」に続いて2隻目。戦後、はつゆき型護衛艦「はつゆき」としてその名は受け継がれた。

## 艦歴
1926年（大正15年）9月29日、「第三十七号駆逐艦」と命名。同日附で一等駆逐艦に類別される。
「第37号駆逐艦」は1927年（昭和2年）4月12日に舞鶴工作部で起工。1928年（昭和3年）8月1日附で、「第37号駆逐艦」は「初雪」と改名される。同年9月29日に進水、1929年（昭和4年）3月30日に竣工。呉鎮守府所属。第二艦隊・第二水雷戦隊・第11駆逐隊に編入。吹雪型初期姉妹艦（吹雪、白雪、初雪、深雪）と共に第11駆逐隊を編制していた。
1931年（昭和6年）、「吹雪」は第11駆逐隊から除籍され、あらたに「吹雪、東雲、磯波」の3隻で第20駆逐隊を編制することになった。さらに「深雪」は昭和9年の事故（駆逐艦電と衝突）によって喪失、第11駆逐隊は3隻編制となった。
1935年（昭和10年）9月26日、三陸沖で演習中に台風により艦首を切断（第四艦隊事件）。当時、第四水雷戦隊旗艦「那珂」は第11駆逐隊（初雪、白雪）、第12駆逐隊（白雲、薄雲、叢雲）、第7駆逐隊（潮、曙、朧）、第8駆逐隊（天霧、夕霧）を率いて演習をおこなっていた。9月25日、「初雪」で溺者1名が発生、「那珂」は『此ノ際油断大敵ナル事ヲ銘記セヨ』と各艦に注意している。
9月26日夕刻、荒天により駆逐艦「夕霧」が艦首切断（行方不明27名）、その救援中に「初雪」も艦首切断により行方不明24名を出した。夜が明けたのち「夕霧」は軽巡「大井」に、「初雪」は重巡「羽黒」に曳航され大湊へむかった。
1936年（昭和11年）年末の編制変更により第20駆逐隊は除籍され、「吹雪」は第11駆逐隊、「東雲」は第12駆逐隊、「磯波」は第19駆逐隊にそれぞれ復帰した。
日中戦争に際しては1937年（昭和12年）以降、上海上陸、杭州湾上陸、北部仏印進駐作戦などに参加した。
1939年（昭和14年）11月、有賀幸作中佐が第11駆逐隊司令に着任。第11駆逐隊は空母2隻（蒼龍、飛龍）と共に第二航空戦隊を編制（司令官戸塚道太郎少将）。1940年（昭和15年）8月下旬以降、「飛龍、初雪、白雪」は北部仏印進駐に投入された。その年の異動により第11駆逐隊は第三水雷戦隊に所属することになった。
1941年（昭和16年）9月12日に内示された昭和17年度海軍戦時編制によれば、第11駆逐隊（吹雪、白雪、初雪）は最新鋭の翔鶴型航空母艦（翔鶴、瑞鶴）と第一航空戦隊を編制予定だった。しかし太平洋戦争の勃発により、「初雪」以下第11駆逐隊が同大戦で空母機動部隊に配属される事はなかった。

### 太平洋戦争緒戦
太平洋戦争における第11駆逐隊（初雪、白雪、吹雪）は、ひきつづき第三水雷戦隊（司令官橋本信太郎少将：旗艦「川内」：第11駆逐隊、第12駆逐隊、第19駆逐隊、第20駆逐隊）に所属、三水戦はさらに小沢治三郎中将（旗艦「鳥海」）指揮下の馬来部隊（南遣艦隊）に編入されていた。
南方侵攻作戦、エンドウ沖海戦、蘭印作戦、バタビア沖海戦に参加する。1月27日のエンドウ沖海戦では三水戦旗艦「川内」の指揮下、第20駆逐隊（朝霧、夕霧、天霧）、第11駆逐隊（初雪、白雪、吹雪）、第一掃海隊（掃海艇1号）に編制され、イギリス海軍駆逐艦「サネット」を撃沈した。戦闘後、「初雪」が乗員を救助し捕虜の英海軍少尉と会話がしたとの証言があるが、第三水雷戦隊戦闘詳報によれば同海戦の連合軍捕虜は士官（中尉）1名、下士官5名、兵25名の計31名で、捕虜の救助と尋問は「白雪」で行ったとある。
3月10日、吹雪型「東雲」を喪失して「白雲、叢雲」の2隻編制になっていた第12駆逐隊が廃止される。「白雲」は第20駆逐隊に編入。「叢雲」は第11駆逐隊に編入され、開戦時以来吹雪型3隻体制だった第11駆逐隊は4隻となった。その後も第11駆逐隊は第三水雷戦隊所属隊としてベンガル湾機動作戦、ミッドウェー海戦（戦艦《大和、長門、陸奥、扶桑、山城、伊勢、日向》、空母「鳳翔」以下主隊護衛）、インド洋方面通商破壊作戦、ソロモン・ニューギニア作戦などに参加。

### ガダルカナル島の戦い
インド洋通商破壊作戦（B作戦、指揮官西村祥治第七戦隊司令官）は米軍のガダルカナル島およびフロリダ諸島上陸にともなうガダルカナル島の戦い勃発（8月7日以降）により中止され、第七戦隊、第三水雷戦隊、第四水雷戦隊各艦はソロモン諸島方面へ移動した。第三水雷戦隊の到着をもって第二水雷戦隊司令官田中頼三少将（重巡「衣笠」座乗）は外南洋部隊増援部隊指揮官を更迭され、増援部隊指揮官は三水戦司令官橋本信太郎少将（旗艦「川内」）となる。
8月31日-9月1日、第24駆逐隊（江風、海風、涼風）、第11駆逐隊（初雪、白雪、吹雪）は川口支隊1200名をガダルカナル島へ揚陸した。
9月4日0330、「夕立、初雪、叢雲」隊、「浦波、敷波、有明」隊はショートランド泊地を出撃、同日0854には「川内、涼風、江風、海風」がショートランド泊地を出撃、それぞれガダルカナル島へ輸送作戦を実施した。夕立駆逐艦長吉川潔中佐指揮のもと「夕立、初雪、叢雲」はルンガ泊地に突入し、駆逐艦（高速輸送艦）「グレゴリー」と「リトル」を撃沈した。戦果報告を受けた宇垣纏連合艦隊参謀長は、陣中日誌『戦藻録』で夕立隊の行動を絶賛している。両艦を撃沈した後、ガタルカナル島へ泳いで逃げようとする乗組員を銃撃して殺傷し、帰路についた。この銃撃事件ではグレゴリーは11名の死者を出したもののほとんどの乗員が救助され。、米太平洋艦隊司令長官はグレゴリーとリトルの勇敢さを讃えるコメントを出した。
9月7日、第24駆逐隊（涼風、江風、海風）と第11駆逐隊（初雪、叢雲）はそれぞれガ島への輸送を実施。9月16日、戦闘詳報（戦史叢書）では駆逐艦「初風、夕立、浜風」がガ島ルンガ泊地に突入したと記録されているが、第16駆逐隊（雪風、時津風、初風、天津風）は機動部隊所属で、外南洋部隊には編入されていない。
10月1日、第11駆逐隊（初雪、白雪、吹雪、叢雲）は陸軍青葉支隊司令部をガ島へ輸送したが、米軍機の空襲を回避中に「初雪」は舵故障を起こす。このため司令駆逐艦を「白雪」に変更、「初雪」は単艦でショートランド泊地へ戻った。「白雪、吹雪、叢雲」による輸送作戦は成功した。10月4日の輸送（時雨、白雪、吹雪、叢雲、綾波）において、第八艦隊戦闘詳報では「白雪」のかわりに「初雪」が参加した事になっている。実際の「初雪」は駆逐艦「綾波」と交替する形で挺身輸送隊（大発動艇・小発動艇によるショートランド諸島からニュージョージア諸島経由のガ島輸送作戦）に編入された。本輸送方式は蟻輸送と呼称されている。「初雪」はニュージョージア島周辺を航海し、蟻輸送の拠点となりそうな基地（地形）の調査をおこなった。また駆逐艦「天霧」と共に大発動艇の曳航や物資輸送に従事した。
ガダルカナル島の戦いにおける日本軍苦戦の大きな要因が、米軍に奪取されたヘンダーソン飛行場だった。10月11日、ガダルカナル島ヘンダーソン基地艦砲射撃を目指す外南洋部隊支援隊（指揮官五藤存知第六戦隊司令官）は、第六戦隊の重巡3隻（青葉、古鷹、衣笠）、第11駆逐隊第2小隊（初雪、吹雪）という戦力でショートランド泊地を出撃。並行して、水上機母艦2隻（日進、千歳）、駆逐艦6隻（秋月型駆逐艦《秋月》、綾波、第9駆逐隊《朝雲、夏雲》、第11駆逐隊第1小隊《白雪、叢雲》）によるガ島輸送作戦も実施されることになった。
だが外南洋部隊支援隊は待ち伏せていた米艦隊（指揮官ノーマン・スコット少将：重巡洋艦2、軽巡洋艦2、駆逐艦5）と交戦。五藤司令官は戦死、「吹雪」が轟沈、「古鷹」は航行不能（12日日付変更後に沈没）、「青葉」が大破という被害を受けた。「初雪」は重巡「衣笠」と行動を共にし、砲撃により米艦隊に損害を与えたが、前部水線上に被弾して最大発揮速力24ノットとなる。
その後「初雪」は「衣笠」からの下令に従い、航行不能となった「古鷹」の救援に赴いた。航行不能となった「古鷹」を発見するが、傾斜のため横付できず、同艦沈没後に救助作業を開始。古鷹生存者513名を救助、短艇や円材を沈没現場に残して戦場を離脱した。このあと一部の古鷹・吹雪生存者は米軍に救助されている。
なお「古鷹」救援のため日進輸送隊から派遣された朝潮型駆逐艦「夏雲」と吹雪型駆逐艦「叢雲」も、日中の空襲により撃沈された。本多(叢雲水雷長)によれば、「叢雲」の救助と雷撃処分を実施したのは「初雪」と回想しているが、実際に「叢雲」の救助および処分を担当したのは駆逐艦「朝雲」と「白雪」である。また戦史叢書では「白雲、朝雲」とするが、「白雲」は8月下旬の空襲で大破したため警備駆逐艦に格下げされ、サボ島沖海戦時には日本本土で修理中である>。
本海戦により吹雪型ネームシップ「吹雪」が沈没すると、吹雪型駆逐艦は『白雪型駆逐艦』に改定された。
11月2日、増援部隊指揮官橋本信太郎第三水雷戦隊司令官は旗艦を軽巡「川内」から重巡「衣笠」に変更、第一攻撃隊（衣笠、川内、天霧、初雪）を率いて甲増援隊（旗艦「朝雲」）と乙増援隊（旗艦「浦波」）の輸送作戦を支援した。
また「初雪」は「望月」と共に『蟻輸送』作戦中止にともなう基地撤収を行うよう下令されていた。11月5日、撤収作戦を完了した。
11月中旬、「初雪」は前進部隊指揮官近藤信竹第二艦隊司令長官（旗艦「愛宕」）の指揮下、第三次ソロモン海戦第二夜戦に参加した。同夜戦に参加した日本艦隊の戦力は、前進部隊指揮官直率の射撃隊（重巡「愛宕《近藤中将旗艦》、高雄」、戦艦《霧島》）、直衛隊（軽巡「長良」、駆逐艦「電、五月雨、初雪、白雪》、朝雲、照月」）、掃蕩隊（軽巡「川内」、駆逐艦「浦波、敷波、綾波」）という編制である。
一方の米軍は、ウィリス・A・リー少将率いる戦艦2隻（ワシントン、サウスダコタ）、駆逐艦4隻（ウォーク、グウィン、ベンハム、プレストン）である。直衛隊は「長良、五月雨、電、白雪、初雪」の単縦陣で戦闘に突入。「長良」と分離後は「白雪、初雪、電、五月雨」が一群となって行動したという。本夜戦で米軍駆逐艦3隻（ウォーク、ベンハム、プレストン）が沈没、日本側は「霧島、綾波」を喪失して米新型戦艦2隻（ワシントン、サウスダコタ）と駆逐艦「グウィン」を取り逃がした。
12月上旬、「初雪」は「雪風」と共に空母「飛鷹」を護衛して内地へ帰投した。

### 昭和十八年の戦い
1943年1月、「初雪」は第二十師団などの釜山からウェワクへの輸送（丙一号輸送）に参加した。「初雪」の属する第二輸送隊は1月8日に釜山を出発し、パラオを経て1月21日にウェワクに到着した。
2月上旬のガダルカナル島撤退作戦（ケ号作戦）における「初雪」は、前進部隊・警戒隊（軽巡《神通、阿賀野、長良》、駆逐艦《陽炎、朝雲、時雨、涼風、大波、初雪、敷波、嵐、五月雨》）に編入されている。「初雪、嵐」は航空部隊の空母2隻（隼鷹、瑞鳳）を直衛し、1月31日にトラック泊地を出撃。陽動部隊として行動した。
2月25日、駆逐艦「天霧、夕霧」が第11駆逐隊に編入され、同隊は白雪型4隻（初雪、白雪、天霧、夕霧）となる。だが3月3日のビスマルク海海戦で「白雪、朝潮、荒潮、時津風、輸送船8隻」がダンピール海峡に沈没すると、4月1日をもって『白雪型駆逐艦』は初雪型駆逐艦に改定された。本海戦で「初雪」は輸送船団の救援におもむき、「敷波、浦波、雪風、朝雲」と合流すると各艦に燃料を補給、生存者2700名を「初雪、浦波」に移乗させラバウルへ送り届けた（3日1650現場発、4日1015着）。「敷波、雪風、朝雲」は再び戦闘海域に戻ると遭難者を救助したのち、3月5日朝にラバウルへ戻った。
6月30日、アメリカ軍はニュージョージア島ムンダ飛行場対岸のレンドバ島に上陸し、ニュージョージア島の戦いがはじまる。これに対し第八艦隊（司令長官鮫島具重中将）は第三水雷戦隊（秋山輝男少将）に対してレンドバ島突入と米軍輸送船団撃退を下令。秋山少将直率部隊（秋月型駆逐艦《新月》、卯月型《望月、皐月》、神風型《夕凪》）、先行隊（指揮官第11駆逐隊司令：天霧、初雪、長月、三日月、水無月）はレンドバ島西方に進出したが、会敵しなかった。
7月2日、秋山少将は突撃隊（旗艦「新月」、第11駆逐隊《天霧、初雪》、第22駆逐隊《長月、皐月》、第31駆逐隊《望月》）と陽動隊（軽巡《夕張》、駆逐艦《夕凪、三日月》）を率いて米軍上陸部隊砲撃に向かうが、米軍魚雷艇と交戦して2隻を撃沈、ブーゲンビル島のブインへ引き揚げた。
7月4日-5日、コロンバンガラ島への輸送作戦が計画されるが、第一回輸送部隊（長月、皐月、新月、夕凪）は米軍機及び米艦隊と交戦、駆逐艦1隻を撃沈したものの輸送作戦は失敗した。そこで南東方面部隊指揮官は第三水雷戦隊に増援駆逐艦を手配し、全力での輸送作戦を命じた。
7月5日夕刻、秋山少将は支援隊（新月《第三水雷戦隊旗艦》、第24駆逐隊《涼風》、第17駆逐隊《谷風》）、第一次輸送隊（第30駆逐隊《望月、三日月》、第17駆逐隊《浜風》）、第二次輸送隊（第11駆逐隊《天霧、初雪》、第22駆逐隊《長月、皐月》）を率い、それぞれショートランド泊地を出撃した。日本艦隊は電波探知機で米艦隊の存在を察知、レーダーで日本艦隊をとらえた米艦隊（指揮官ウォルデン・L・エインズワース少将：軽巡3、駆逐艦4）も発砲し、交戦状態に入る（クラ湾夜戦）。「初雪」も砲撃戦を行い、不発弾2発を受けた。本海戦で「新月、長月」が沈没（米艦隊は軽巡「ヘレナ」沈没）、「新月」と共に秋山少将以下第三水雷戦隊司令部が全滅、輸送物件の約半分（陸兵1,600名と物資90トン）を揚陸した。損傷した「初雪、望月」はラバウルへ後退し、応急修理を実施する。新司令官着任までの間、重巡「鳥海」艦長有賀幸作大佐（かつての第11駆逐隊司令）が数日間だけ増援部隊指揮官となった。
日本海軍は戦死した秋山少将の後任として伊集院松治大佐を第三水雷戦隊司令官に任命する人事を7月7日に発令、伊集院大佐は7月10日にラバウルへ到着すると軽巡「川内」に将旗を掲げた。しかし新司令部をいきなり実戦に投入するわけにはいかず、第二水雷戦隊（司令官伊崎俊二少将：旗艦「神通」）が当面の指揮を執る。第二水雷戦隊と第七戦隊（司令官西村祥治少将）は、7月7日附で南東方面部隊に編入されていた。7月12日、コロンバンガラ島輸送作戦中の第二水雷戦隊は米艦隊と交戦、軽巡「神通」が沈没し、伊崎少将と二水戦司令部は全滅した（コロンバンガラ島沖海戦）。それでも日本海軍はクラ湾夜戦とコロンバンガラ島沖海戦で米軍水上部隊に大打撃を与えたと判断し、クラ湾方面での敵艦隊撃滅と輸送作戦を行う計画をたてる。第七戦隊司令官西村少将を指揮官とし、主隊（熊野、鈴谷）、水雷戦隊（川内、皐月、水無月、雪風、浜風、清波、夕暮）、輸送隊（三日月、夕凪、松風）という戦力が集結、16日2200にラバウルを進出してブインへむかった。「初雪《第11駆逐隊司令山代大佐座乗》、望月」は西村艦隊に先行して16日夕刻にラバウルを出撃、17日午前5時にブインへ入港。「初雪」は「水無月」に、「望月」は「皐月」に横付けして物件・重油の移載をおこなっていた。
7月17日朝、ブインは大型爆撃機19、戦爆約150機の大空襲を受ける。至近弾多数と艦橋後部附近に被弾した「初雪」は、浸水により水平状態で沈没（山代司令によれば、浅い水深のためマストは海面上に出ていたという）。他に「皐月、水無月」が小破、翌日にも空襲を受け「望月」が小破した。これを受けて西村艦隊は一旦ラバウルへ帰投、重巡「鳥海」を加えるなど戦力を再編したのち18日に再出撃した。19日-20日、輸送作戦には成功したものの、夜間空襲により重巡「熊野」小破、駆逐艦「清波、夕暮」沈没という損害を受けて戦果はなかった。
10月15日、「初雪」は初雪型駆逐艦
第11駆逐隊、
帝国駆逐艦籍
のそれぞれから除籍された。なおネームシップの本艦沈没後も『初雪型駆逐艦』の名称は改定されずに用いられている。

## 歴代艦長
※『艦長たちの軍艦史』265-267頁による。

### 艤装員長
- 石橋三郎 中佐：1928年12月10日 - 1929年2月7日[87]

### 艦長
- 石橋三郎 中佐：1929年2月7日[87] - 1929年11月30日
- 福原一郎 中佐：1929年11月30日 - 1930年12月1日
- 河原金之輔 中佐：1930年12月1日[88] - 1931年12月1日 同日より第二予備艦
- （兼）直塚八郎 中佐：1931年12月1日 - 1932年1月11日
- （兼）金桝義夫 少佐：1932年1月11日 - 1932年5月16日[89]
- （兼）中原達平 中佐：1932年5月16日[89] - 1932年7月1日[90]
- 山口次平 中佐：1932年7月1日 - 1933年11月15日
- 久宗米次郎 中佐：1933年11月15日 - 1935年1月15日[91]
- （兼）杉本道雄 中佐：1935年1月15日 - 1935年4月1日
- 有田貢 少佐：1935年4月1日[92] - 1936年3月11日[93]
- （兼）小川莚喜 少佐：1936年3月11日[93] - 6月15日
- 島居威美 少佐：1936年6月15日 - 1937年12月1日[94]
- 広瀬貞年 中佐：1937年12月1日 - 1938年6月25日[95]
- 一門善記 少佐：1938年6月25日 - 1938年12月1日[96]
- 山隈和喜人 中佐：1938年12月1日 - 1939年12月1日[97]
- 岩橋透 少佐：1939年12月1日 - 1941年8月20日[98]
- 神浦純也 少佐：1941年8月20日 -
- 山口達也 少佐：1942年5月12日 -
- 杉原与四郎 少佐：1943年5月30日 -